# Żleb Poszukiwaczy Jaskiń

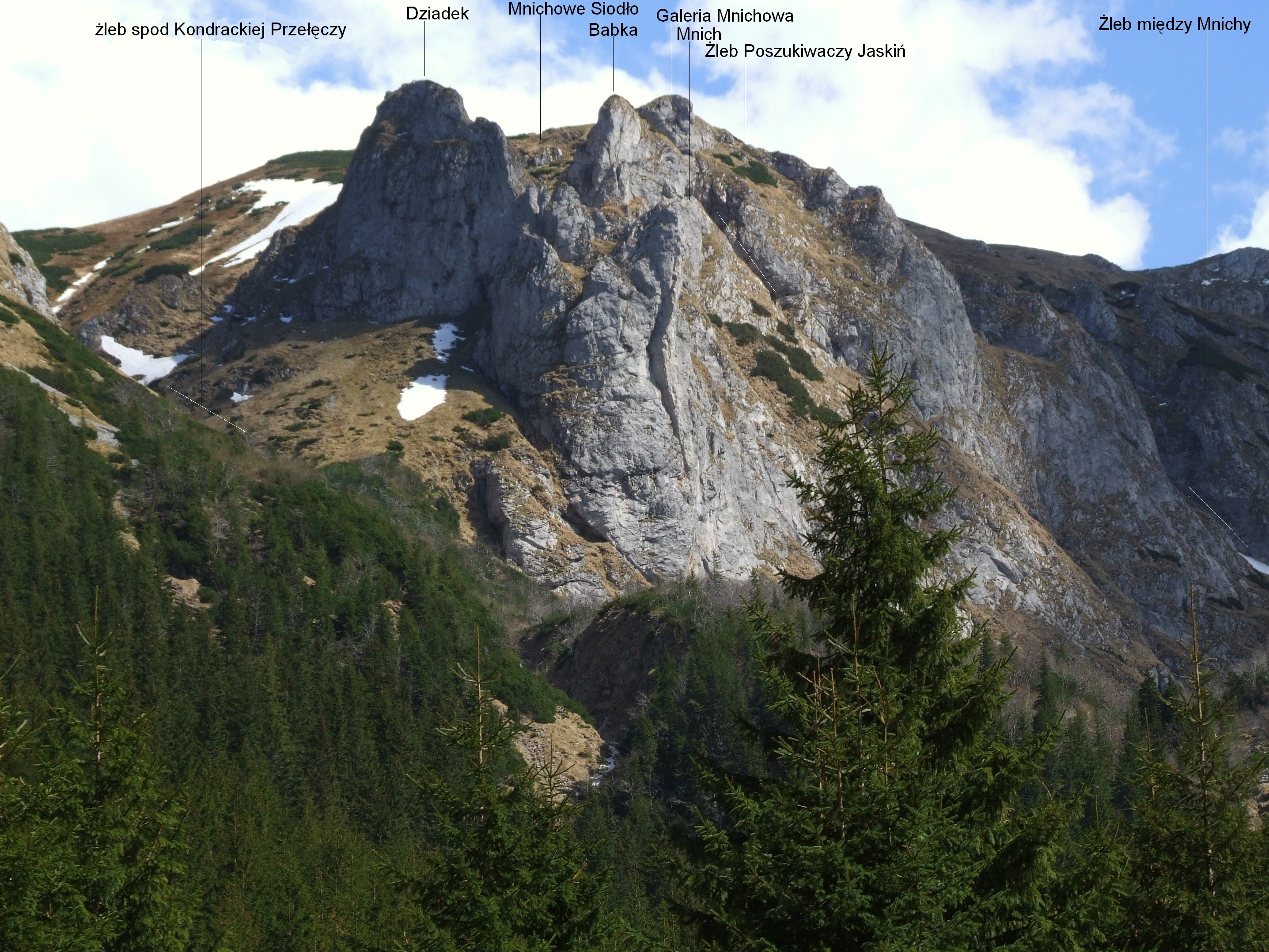
Widok na Mnichowe Turnie z Wielkiej Polany

Żleb Poszukiwaczy Jaskiń – żleb w grupie Mnichowych Turni w Dolinie Małej Łąki w polskich Tatrach Zachodnich. Opada spod Mnichowego Siodła (ok. 1640 m) do dna Niżniej Świstówki, dzieląc Mnichowe Turnie na dwie części:
- północną, w której kolejno – od dołu do góry – znajdują się: Mnich Małołącki, Mnichowy Przechód, cztery Mniszki Małołąckie, Dziadek, Mnichowe Siodło,
- południową, w której kolejno – od dołu do góry – znajdują się: Babka, Siodło za Babką, Mnichowa Galeria[1].

Żleb Poszukiwaczy Jaskiń wyżłobiony jest w skałach węglanowych. Był przeszukiwany przez grotołazów, nie dokonali oni tutaj jednak odkryć większych jaskiń. Znaleźli tylko kilka niedużych takich jak Pomarańczarnia, Szczelina Mnichowa czy Jaskinia za Mnichem.
Różnica wysokości między górnym i dolnym końcem żlebu wynosi około 150 m; jest on głęboki i bardzo stromy. Są w nim cztery trudne do pokonania progi, natomiast odcinki między nimi są łatwe do przejścia. Z prawej strony (patrząc od dołu) opadają do żlebu pionowe ściany Babki, zaś płyto-trawiaste ściany z lewej strony są łatwiejsze do przejścia; po pokonaniu pierwszego progu można z nich wyjść na Mnichowy Przechód lub przełączki między Mniszkami Małołąckimi. Wyjście na te przełączki ma I stopień trudności w skali UIAA (tatrzańskiej). Przejście Żlebem Poszukiwaczy Jaskiń natomiast wycenione zostało na 5−. Pierwsze przejście zimowe: Jan Muskat i Krzysztof Sołek 22 marca 1984. Pierwsze przejście letnie (innym wariantem): Jacek Bilski i Władysław Cywiński 18 września 1992. Być może żleb przeszli wcześniej poszukiwacze jaskiń, ale brak na to dowodów.